# Chained to You
"Chained to You" és el cinquè senzill de l'àlbum Affirmation, segon i darrer disc d'estudi de Savage Garden. Fou llançat exclusivament a Austràlia i alguns pocs països d'Europa el 2 d'octubre de 2000. No van editar cap videoclip però l'actuació en directe inclosa en el DVD Superstars and Cannonballs va ser emesa per canals de televisió musicals.

## Llista de cançons
Austràlia
1. "Chained to You" – 4:08
2. "Affirmation" (directe a Brisbane, maig 2000) – 5:44
3. "I Want You" (directe a Brisbane, maig 2000) – 3:55
4. "I Knew I Loved You" (directe a Brisbane, maig 2000) – 8:23

Europa
1. "Chained to You" – 4:08
2. "Affirmation" (directe a Brisbane, maig 2000) – 5:44